# Élections européennes de 2004 en Espagne
Les élections européennes de 2004 en Espagne (en espagnol : elecciones al Parlamento Europeo de 2004) se tiennent le 13 juin 2004, afin d'élire les 54 députés européens espagnols de 6e législature du Parlement européen, pour un mandat de cinq ans.
La liste du Parti socialiste arrive en tête, devant celle du Parti populaire.

## Mode de scrutin

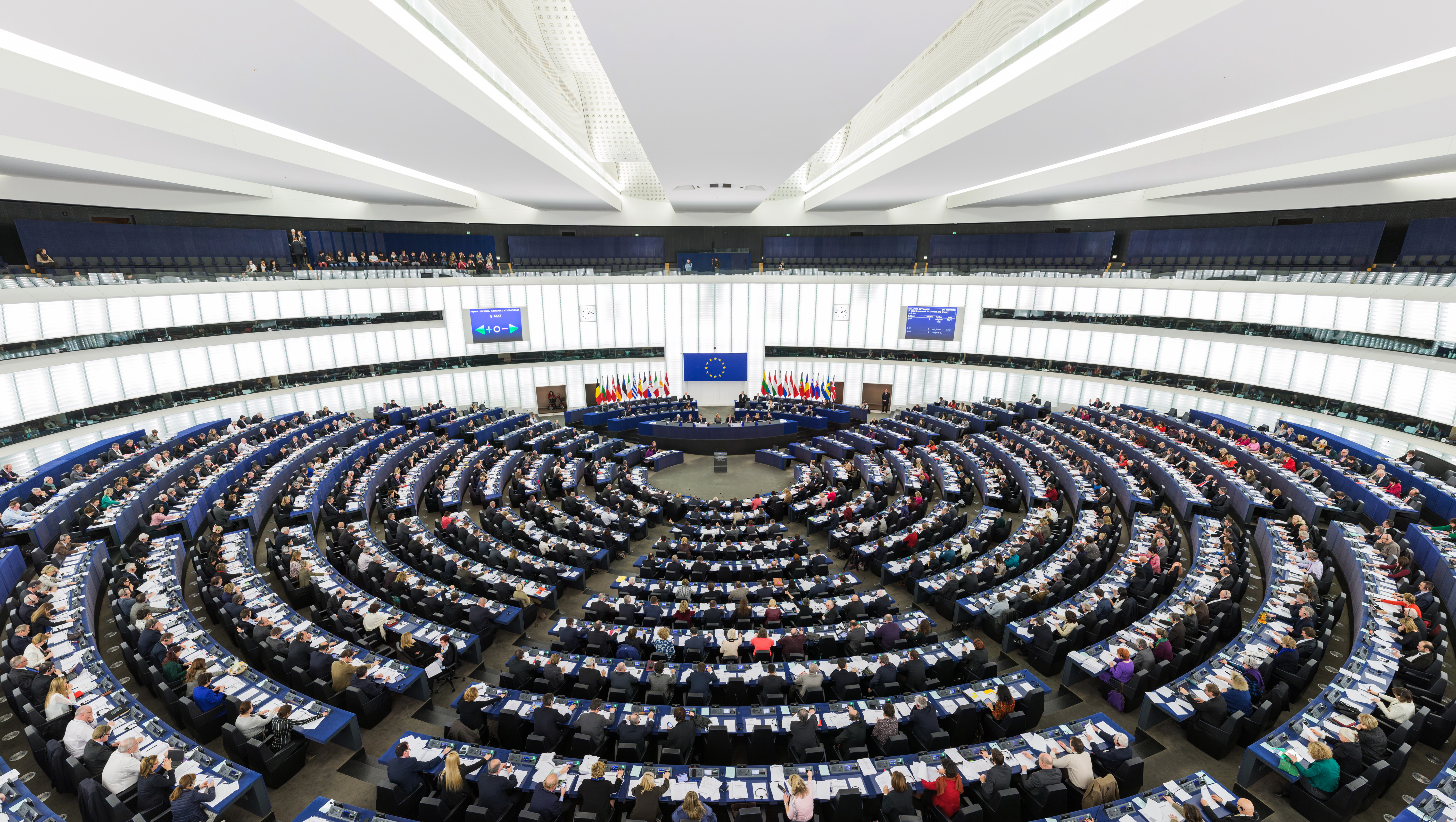
Hémicycle du Parlement européen.

Le Parlement européen (Parlamento europeo) est une assemblée parlementaire monocamérale constituée de députés (diputados), dont 50 Espagnols, élus pour une législature de cinq ans au suffrage universel direct. En Espagne, ils sont élus selon les règles du scrutin proportionnel d'Hondt.

### Convocation du scrutin
Le Parlement européen est élu pour un mandat de cinq ans.
L'article 218 de la loi électorale espagnole (LOREG) du 19 juin 1985 précise que les élections sont convoquées conformément aux normes communautaires par décret du président du gouvernement pris après délibération en Conseil des ministres. Les délais légaux relatifs à la convocation des élections en Espagne ne s'appliquent pas à la convocation des élections européennes.

### Présentation des candidatures
Peuvent présenter des candidatures, : 
- les partis et fédérations de partis inscrits auprès des autorités ;
- les coalitions de partis et/ou fédérations inscrites auprès de la commission électorale au plus tard dix jours après la convocation du scrutin ;
- les groupes d'électeurs disposant des parrainages d'au moins 15 000 électeurs.

### Répartition des sièges
Les sièges à pourvoir sont répartis en suivant différentes étapes, sans seuil électoral défini : 
- les listes sont classées en une colonne par ordre décroissant du nombre de suffrages obtenus ;
- les suffrages de chaque liste sont divisés par 1, 2, 3... jusqu'au nombre de députés à élire afin de former un tableau ;
- les mandats sont attribués selon l'ordre décroissant des quotients ainsi obtenus[5].

## Campagne

### Listes et candidats
| Force politique | Force politique                                                          | Force politique                                                          | Force politique             | Force politique | Force politique | Tête de liste               | Idéologie                                                          | Résultats en 1999           |
| --------------- | ------------------------------------------------------------------------ | ------------------------------------------------------------------------ | --------------------------- | --------------- | --------------- | --------------------------- | ------------------------------------------------------------------ | --------------------------- |
|                 | Parti populaire (es) Partido Popular                                     | Parti populaire (es) Partido Popular                                     | PP                          |                 | PPE             | Jaime Mayor Oreja           | Centre droit à droite Libéral-conservatisme, démocratie chrétienne | 39,74 % des voix 27 députés |
|                 | Union du peuple navarrais                                                |                                                                          |                             |                 |                 | Jaime Mayor Oreja           | Centre droit à droite Libéral-conservatisme, démocratie chrétienne | 39,74 % des voix 27 députés |
|                 | Parti socialiste ouvrier espagnol (es) Partido Socialista Obrero Español | Parti socialiste ouvrier espagnol (es) Partido Socialista Obrero Español | PSOE                        |                 | PSE             | Josep Borrell               | Centre gauche Social-démocratie, progressisme                      | 35,33 % des voix 24 députés |
|                 | Parti des socialistes de Catalogne                                       |                                                                          |                             |                 | PSE             | Josep Borrell               | Centre gauche Social-démocratie, progressisme                      | 35,33 % des voix 24 députés |
|                 | Les Verts                                                                | Les Verts                                                                |                             | PVE             |                 | Josep Borrell               | Centre gauche Social-démocratie, progressisme                      | 35,33 % des voix 24 députés |
|                 | Izquierda Unida Gauche unie                                              | Izquierda Unida Gauche unie                                              | Izquierda Unida Gauche unie |                 | PGE             | Willy Meyer                 | Gauche Socialisme démocratique, écosocialisme, anticapitalisme     | 5,77 % des voix 4 députés   |
|                 | Initiative pour la Catalogne Verts                                       | Initiative pour la Catalogne Verts                                       |                             | PVE             |                 | Willy Meyer                 | Gauche Socialisme démocratique, écosocialisme, anticapitalisme     | 5,77 % des voix 4 députés   |
|                 | Gauche unie et alternative                                               | Gauche unie et alternative                                               |                             | PGE             |                 | Willy Meyer                 | Gauche Socialisme démocratique, écosocialisme, anticapitalisme     | 5,77 % des voix 4 députés   |
|                 | Galeusca - Peuples d'Europe (es) Galeusca - Pueblos de Europa            | Galeusca - Peuples d'Europe (es) Galeusca - Pueblos de Europa            | Galeusca                    |                 |                 | Ignasi Guardans (es)        | Gauche à centre droit Nationalisme                                 | 6,08 % des voix 4 députés   |
|                 | Convergence démocratique de Catalogne                                    | Convergence démocratique de Catalogne                                    |                             | ELDR            |                 | Ignasi Guardans (es)        | Gauche à centre droit Nationalisme                                 | 6,08 % des voix 4 députés   |
|                 | Union démocratique de Catalogne                                          | Union démocratique de Catalogne                                          |                             | PPE             |                 | Ignasi Guardans (es)        | Gauche à centre droit Nationalisme                                 | 6,08 % des voix 4 députés   |
|                 | Parti nationaliste basque                                                |                                                                          |                             |                 |                 | Ignasi Guardans (es)        | Gauche à centre droit Nationalisme                                 | 6,08 % des voix 4 députés   |
|                 | Bloc nationaliste galicien                                               | Bloc nationaliste galicien                                               |                             | ALE             |                 | Ignasi Guardans (es)        | Gauche à centre droit Nationalisme                                 | 6,08 % des voix 4 députés   |
|                 | Bloc nationaliste valencien                                              | Bloc nationaliste valencien                                              |                             | ALE             |                 | Ignasi Guardans (es)        | Gauche à centre droit Nationalisme                                 | 6,08 % des voix 4 députés   |
|                 | PSM - Entente nationaliste                                               | PSM - Entente nationaliste                                               |                             | ALE             |                 | Ignasi Guardans (es)        | Gauche à centre droit Nationalisme                                 | 6,08 % des voix 4 députés   |
|                 | Coalition européenne (es) Coalición Europea                              | Coalition européenne (es) Coalición Europea                              | CE                          |                 |                 | Alejandro Rojas-Marcos (es) | Centre gauche à centre droit Nationalisme et régionalisme          | 3,20 % des voix 2 députés   |
|                 | Coalition canarienne                                                     |                                                                          |                             |                 |                 | Alejandro Rojas-Marcos (es) | Centre gauche à centre droit Nationalisme et régionalisme          | 3,20 % des voix 2 députés   |
|                 | Partido Andalucista                                                      |                                                                          |                             |                 |                 | Alejandro Rojas-Marcos (es) | Centre gauche à centre droit Nationalisme et régionalisme          | 3,20 % des voix 2 députés   |
|                 | Parti aragonais                                                          |                                                                          |                             |                 |                 | Alejandro Rojas-Marcos (es) | Centre gauche à centre droit Nationalisme et régionalisme          | 3,20 % des voix 2 députés   |
|                 | Convergence des démocrates de Navarre (es)                               |                                                                          |                             |                 |                 | Alejandro Rojas-Marcos (es) | Centre gauche à centre droit Nationalisme et régionalisme          | 3,20 % des voix 2 députés   |
|                 | Union majorquine                                                         |                                                                          |                             |                 |                 | Alejandro Rojas-Marcos (es) | Centre gauche à centre droit Nationalisme et régionalisme          | 3,20 % des voix 2 députés   |
|                 | Union valencienne                                                        |                                                                          |                             |                 |                 | Alejandro Rojas-Marcos (es) | Centre gauche à centre droit Nationalisme et régionalisme          | 3,20 % des voix 2 députés   |
|                 | Partíu Asturianista                                                      |                                                                          |                             |                 |                 | Alejandro Rojas-Marcos (es) | Centre gauche à centre droit Nationalisme et régionalisme          | 3,20 % des voix 2 députés   |
|                 | Extremadura Unida                                                        |                                                                          |                             |                 |                 | Alejandro Rojas-Marcos (es) | Centre gauche à centre droit Nationalisme et régionalisme          | 3,20 % des voix 2 députés   |
|                 | Europe des peuples (es) Europa de los Pueblos                            | Europe des peuples (es) Europa de los Pueblos                            | EDP                         |                 |                 | Bernat Joan (es)            | Gauche Nationalisme                                                | 2,90 % des voix 2 députés   |
|                 | Gauche républicaine de Catalogne                                         | Gauche républicaine de Catalogne                                         |                             | ALE             |                 | Bernat Joan (es)            | Gauche Nationalisme                                                | 2,90 % des voix 2 députés   |
|                 | Eusko Alkartasuna                                                        | Eusko Alkartasuna                                                        |                             | ALE             |                 | Bernat Joan (es)            | Gauche Nationalisme                                                | 2,90 % des voix 2 députés   |
|                 | Chunta Aragonesista                                                      | Chunta Aragonesista                                                      |                             | ALE             |                 | Bernat Joan (es)            | Gauche Nationalisme                                                | 2,90 % des voix 2 députés   |
|                 | Parti socialiste d'Andalousie (es)                                       |                                                                          |                             |                 |                 | Bernat Joan (es)            | Gauche Nationalisme                                                | 2,90 % des voix 2 députés   |
|                 | Assemblée de gauche                                                      |                                                                          |                             |                 |                 | Bernat Joan (es)            | Gauche Nationalisme                                                | 2,90 % des voix 2 députés   |
|                 | Andecha Astur (es)                                                       |                                                                          |                             |                 |                 | Bernat Joan (es)            | Gauche Nationalisme                                                | 2,90 % des voix 2 députés   |
|                 | Conseil national de Cantabrie                                            |                                                                          |                             |                 |                 | Bernat Joan (es)            | Gauche Nationalisme                                                | 2,90 % des voix 2 députés   |
|                 | Initiative citoyenne de La Rioja                                         |                                                                          |                             |                 |                 | Bernat Joan (es)            | Gauche Nationalisme                                                | 2,90 % des voix 2 députés   |

## Résultats

### Participation
| Taux de participation | En 1999 | En 2004 | Différence |
| --------------------- | ------- | ------- | ---------- |
| à 14 heures           | 35,14 % | 24,56 % | 10,58      |
| à 18 heures           | 50,30 % | 33,92 % | 16,38      |
| à 20 heures           | 63,05 % | 45,14 % | 17,91      |

### Voix et sièges
| Liste                    | Liste                                                                   | Voix       | %     | +/-  | Sièges | +/-           | Groupe            |  |
| ------------------------ | ----------------------------------------------------------------------- | ---------- | ----- | ---- | ------ | ------------- | ----------------- |  |
|                          | Parti socialiste ouvrier espagnol (PSOE)                                | 6 741 112  | 43,46 | 8,13 | 25     | 1             | PSE Verts/ALE     |  |
|                          | Parti populaire (PP)                                                    | 6 393 192  | 41,21 | 1,47 | 24     | 3             | PPE               |  |
|                          | Galeusca - Peuples d'Europe (Galeusca)                                  | 798 816    | 5,15  | 0,93 | 2      | 2             | ADLE              |  |
|                          | Izquierda Unida (IU)                                                    | 643 136    | 4,15  | 1,62 | 2      | 2             | GUE/NGL Verts/ALE |  |
|                          | Europe des peuples (EDP)                                                | 380 709    | 2,45  | 0,45 | 1      | 1             | Verts/ALE         |  |
|                          | Coalition européenne (CE)                                               | 197 231    | 1,27  | 1,93 | 0      | 2             | –                 |  |
|                          | Les Verts-Groupe vert européen (LV-GV)                                  | 68 536     | 0,44  | 0,22 | 0      | en stagnation | –                 |  |
|                          | Parti du cannabis pour la légalisation et la normalisation (es) (PCLYN) | 54 460     | 0,35  | Nv   | 0      | en stagnation | –                 |  |
|                          | Aralar                                                                  | 19 993     | 0,13  | Nv   | 0      | en stagnation | –                 |  |
|                          | Autres listes                                                           | 120 083    | 0,77  | -    | 0      | 1             | –                 |  |
|                          | Blanc                                                                   | 95 014     | 0,61  | 1,08 |        |               |                   |  |
|                          |                                                                         |            |       |      |        |               |                   |  |
| Suffrages exprimés       | Suffrages exprimés                                                      | 15 512 282 | 99,02 |      |        |               |                   |  |
| Votes nuls               | Votes nuls                                                              | 154 209    | 0,98  |      |        |               |                   |  |
| Total                    | Total                                                                   | 15 666 491 | 100   | –    | 54     | 10            | –                 |  |
| Abstention               | Abstention                                                              | 19 039 553 | 54,86 |      |        |               |                   |  |
| Inscrits / participation | Inscrits / participation                                                | 34 706 044 | 45,14 |      |        |               |                   |  |